# Bahnhof Wolfenbüttel
Der Bahnhof Wolfenbüttel liegt in der Stadt Wolfenbüttel an den nicht elektrifizierten Bahnstrecken Braunschweig–Bad Harzburg und Wolfenbüttel–Schöppenstedt. Der 1838 eröffnete Bahnhof ist einer der ältesten in Deutschland. Das historische Bahnhofsgebäude dient seit einem Umbau 2004/2005, bei dem eines der ehemals drei Gleise entfernt wurde, nicht mehr dem Bahnbetrieb.
In der Station halten nur Regionalzüge der Betreiber DB Regio und erixx, vom Fernverkehr wird sie nicht bedient.
Der nächstgelegene Fernverkehrsbahnhof ist der Braunschweiger Hauptbahnhof.
Es besteht Anschluss an neun Stadtbuslinien, die seit 1992 von der KVG Braunschweig betrieben werden und an einem Busbahnhof neben dem Bahnhof halten.

## Geschichte
Am 1. Dezember 1838 ging der Bahnhof im Zuge der Eröffnung der ersten staatlichen Eisenbahnstrecke in Deutschland von Braunschweig nach Wolfenbüttel in Betrieb. 1841 wurde die Strecke nach Harzburg verlängert, 1843 ging auch die Strecke nach Jerxheim in Betrieb, Wolfenbüttel wurde zum Trennungsbahnhof. 1850 wurde das ursprüngliche Empfangsgebäude durch einen Neubau ersetzt.
Am 20. September 1890 wurde eine Gleisverbindung zum 1886 eröffneten Bahnhof Wolfenbüttel West der Braunschweigischen Landes-Eisenbahn-Gesellschaft (BLE) hergestellt, so dass Güterverkehr Richtung Fümmelse–Hoheweg möglich war, die Personenzüge auf dieser Strecke verkehrten aber erst seit 1932 über Wolfenbüttel West hinaus zum Staatsbahnhof. Ab 1. Januar 1938 wurde die BLE verstaatlicht und der Betrieb von der Deutschen Reichsbahn übernommen. Ab 1942 wurde diese Strecke auch in Richtung Beddingen–Groß Gleidingen ausgebaut. Der Personenverkehr wurde hier 1961 aufgegeben, 1976 wurde diese Strecke stillgelegt, der Anschluss bis Wolfenbüttel West blieb bis Ende 1997 erhalten.

## Besonderheiten

### Haltepunkt und Bahnhof
Betrieblich gesehen beginnt der eigentliche Bahnhof Wolfenbüttel seit dem letzten Umbau im Jahr 2002 erst südlich der Bahnsteige. Das ehemalige Einfahrsignal und einige Weichenverbindungen auf der nördlichen Seite wurden zurückgebaut und das ehemalige Zwischensignal fungiert nun als Einfahrsignal. Es existieren somit der Haltepunkt Wolfenbüttel Hp (HWOH) auf freier Strecke als Bahnstation für den Personenverkehr sowie der südlich gelegene Betriebsbahnhof Wolfenbüttel (HWOL).

### Fahrkartenverkauf im Bahnhof
Die örtliche Fahrkartenausgabe (DB-Agentur) befindet sich im „Forum Wolfenbüttel“, dem Einkaufszentrum am Bahnhof.

Von Februar 2017 bis Mai 2017 wurde der Fahrkartenverkauf durch das Vertriebsmobil der DB Vertrieb GmbH am Gleis 1 sichergestellt, da im Februar 2017 die örtliche DB-Agentur geschlossen wurde.

Ab Juni 2017 verkauft das regionale Taxiunternehmen, das inzwischen in die Räumlichkeiten der früheren Agentur eingezogen ist, im Auftrag der DB Vertrieb GmbH die Fahrkarten.

## Verbindungen
In Wolfenbüttel halten im Fahrplanjahr 2023 Züge der DB Regio und von erixx. Eingesetzt werden seit dem Fahrplanwechsel am 14. Dezember 2014 nur noch Dieseltriebwagen der Baureihen 622 und 648.
| Linie                    | Linienverlauf                                                    | Takt (min) | EVU           |
| ------------------------ | ---------------------------------------------------------------- | ---------- | ------------- |
| RB 42/43                 | Braunschweig – Wolfenbüttel – Vienenburg – Bad Harzburg / Goslar | 060        | erixx         |
| RB 45                    | Braunschweig – Wolfenbüttel – Dettum – Schöppenstedt             | 060        | DB Regio Nord |
| Stand: 11. Dezember 2022 |                                                                  |            |               |